# 丸亀市民球場

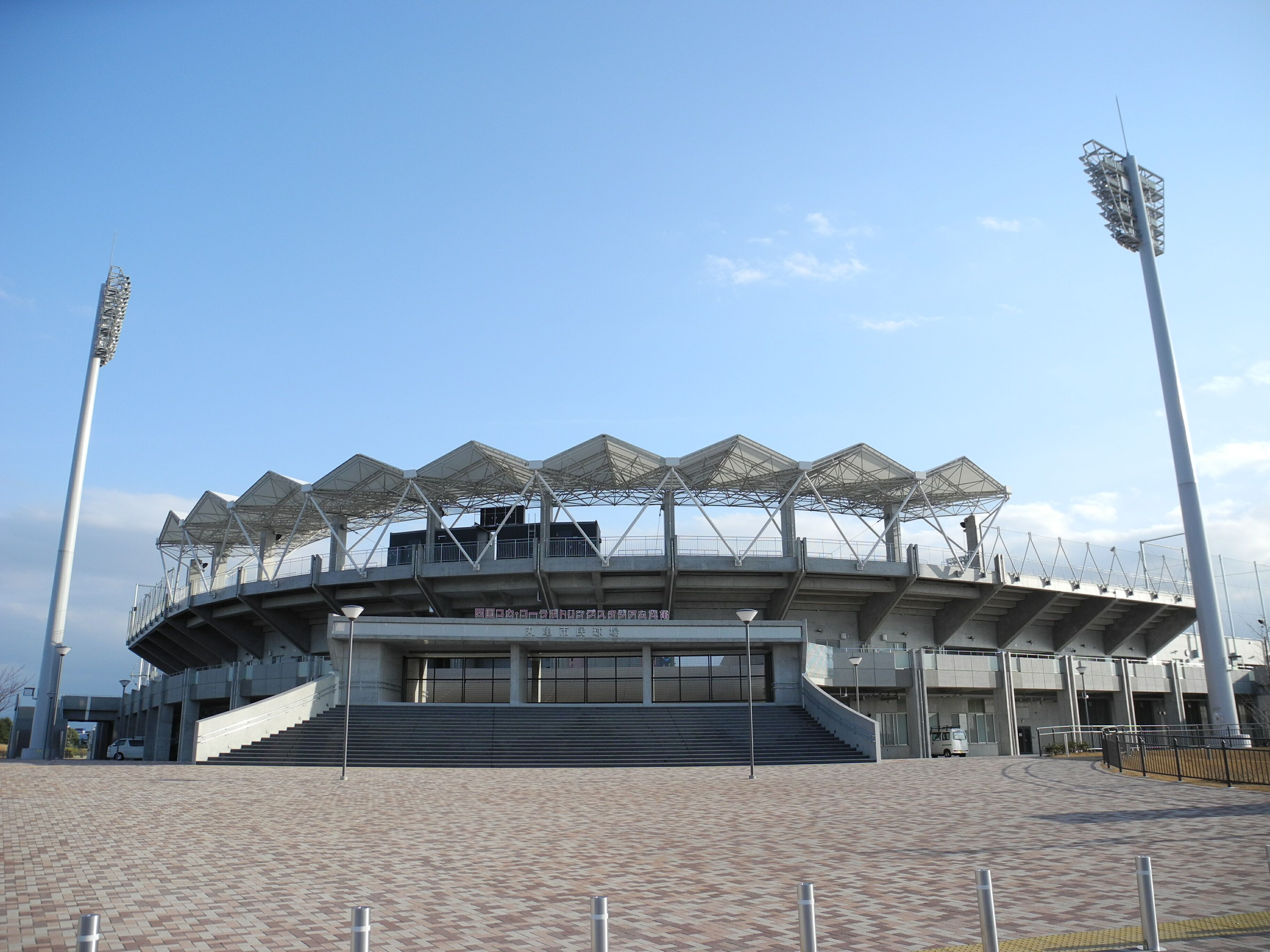
愛称が「四国コカ・コーラボトリングスタジアム丸亀」の頃

丸亀市民球場（まるがめしみんきゅうじょう）は、香川県丸亀市の丸亀市総合運動公園にある野球場。ネーミングライツによる愛称は「レクザムボールパーク丸亀」（レクザムボールパークまるがめ、略称「レクザムBP丸亀」）。開設から2018年2月までの愛称は「四国コカ・コーラボトリングスタジアム丸亀」（しこくコカ・コーラボトリングスタジアムまるがめ、略称「四国Cスタ丸亀」または「四国Cスタ」）であった。

## 歴史

### 整備計画の決定
老朽化した丸亀市城内グラウンドに代わる施設として、1994年に最初の整備計画が決定したものの、市の財政難などの影響で建設決定が遅れた。2010年11月に基本設計概要が発表され、プロ野球の試合開催も可能な球場を2014年度末の完成をめどに建設することとなった。整備に際しては香川県高校野球連盟や、四国アイランドリーグplusの地元球団である香川オリーブガイナーズとも協議がおこなわれ、香川の公式戦開催も計画段階から想定されている。設計段階で監修に携わったアイランドリーグCEO（当時）の鍵山誠は、座席のカップホルダー設置やバックスクリーンへのLEDビジョン設置、内外野のバーベキュースペースなど、観客が楽しめる球場となる仕様が盛り込まれたと述べている。
2014年5月にネーミングライツの公募が報じられた。応募した2社に対する審査の結果、7月に四国コカ・コーラボトリングが優先交渉候補者に決定し、契約期間3年間・契約金額800万円（年額）という条件で12月25日に球場内で調印式がおこなわれた。

### 完成後
2015年2月に竣工し、2月24日報道関係者に公開された。
2015年3月1日にオープニングセレモニーが開催された。3月3日の阪神タイガース対福岡ソフトバンクホークスのオープン戦が「こけら落とし」の試合となり、阪神の江越大賀が球場初となる本塁打を放った。

### NPB同士の試合

#### 阪神タイガース
| 日付          | 対戦相手   | 観客動員数 | 結果・責任投手・備考     |
| ------------- | ---------- | ---------- | ------------------------ |
| 2015年8月1日  | 広島       | 2,350人    | 〇2-0 島本               |
| 2015年8月2日  | 広島       | 1,646人    | 〇4-3 金田               |
| 2016年7月29日 | 広島       | 1,777人    | ●1-10 望月               |
| 2016年7月30日 | 広島       | 2,750人    | 〇5-0 秋山               |
| 2017年7月29日 | オリックス | 2,135人    | ●1-8 福永（先発：藤浪）  |
| 2017年7月30日 | オリックス | 1,756人    | 〇9-1 石崎               |
| 2018年7月28日 | 広島       | 3,034人    | 〇7-3 青柳               |
| 2018年7月29日 | 広島       | -          | 台風中止                 |
| 2019年7月27日 | 中日       | 3,136人    | ●1-8 馬場                |
| 2019年7月28日 | 中日       | 2,632人    | ●0-7 呂                  |
| 2022年7月30日 | 広島       | 4,017人    | 〇11-1 守屋              |
| 2022年7月31日 | 広島       | 3,019人    | 〇3-1 川原（先発：藤浪） |
| 2023.7.29     | 広島       | 4,149人    | 〇2-0 門別               |
| 2023.7.30     | 広島       | 3,155人    | ●2-6 川原                |
| 2024.7.27     | 広島       | 4,586人    | ●2-6 伊藤将              |
| 2024.7.28     | 広島       |            | 〇13-1 青柳              |

- オープン戦
  - 2015年3月3日　阪神vsソフトバンク（観衆 10,000人）
  - 2017年3月11日 北海道日本ハムファイターズvs東北楽天ゴールデンイーグルス（観衆 6,030人）
- フレッシュオールスターゲーム
  - 2025年7月20日（予定）

#### 四国アイランドリーグplus
アイランドリーグの使用開始は、3月14日に「プレオープニングゲーム」として香川と徳島インディゴソックスのオープン戦を実施、3月15日に香川と石川ミリオンスターズとの交流戦が「オープニングゲーム」として開催された。公式戦は4月12日の香川対愛媛マンダリンパイレーツ戦が初試合となった。2015年は、これを含めて12試合（公式戦10試合、福岡ソフトバンクホークス3軍との交流戦2試合）が開催され、香川が愛媛と対戦したリーグチャンピオンシップ第2戦も実施された。
香川は当球場を香川県営野球場（レクザムスタジアム）に続く拠点とすることをめざし、2015年6月5日に丸亀市原田町に丸亀事務所を開設した。
2017年以降も、リーグチャンピオンシップに出場した年は1試合が開催され、開場後に香川が初めて出場した2018年のグランドチャンピオンシップも2試合中1試合が開催された。

#### その他
2015年は香川県高等学校野球連盟による春季大会・秋季大会に使用された。2016年からは夏の全国高等学校野球選手権香川大会にも使用されている。
その他、野球以外のイベントとして2015年6月にカナダで開催されたサッカー女子ワールドカップ日本女子代表戦のパブリックビューイングが実施された。また、2016年8月28日（8月27日深夜）にはNHK総合テレビで『今夜も生でさだまさし』の生放送が行われた。

#### 命名権者の交代
四国コカ・コーラボトリングとの命名権契約が2018年2月末をもって終了するため、2017年10月に丸亀市は新たな命名権者を公募した。しかし、公募期間中に応募者が現れなかったことが11月20日に報じられた。初代の命名権者であった四国コカ・コーラボトリングは、2018年1月1日をもってコカ・コーラボトラーズジャパンに統合されて解散したため、2018年1月以降は「存在しない企業名を冠した施設」となっていた。
2018年2月8日、丸亀市が香川県内に事業所を持つレクザムと命名権契約を結ぶ意向と報じられた。2月19日、丸亀市はレクザムと3月1日から7年間で500万円の命名権契約を締結し、3月以降の愛称は「レクザムボールパーク丸亀」（略称「レクザムBP丸亀」）となることを発表した。香川県内でレクザムが命名権を獲得した施設は香川県営野球場（レクザムスタジアム）・香川県県民ホール（レクザムホール）・高松市屋島競技場（レクザムフィールド）に次いで4つ目となる。

## 施設データ
- グラウンド面積:12,800m2

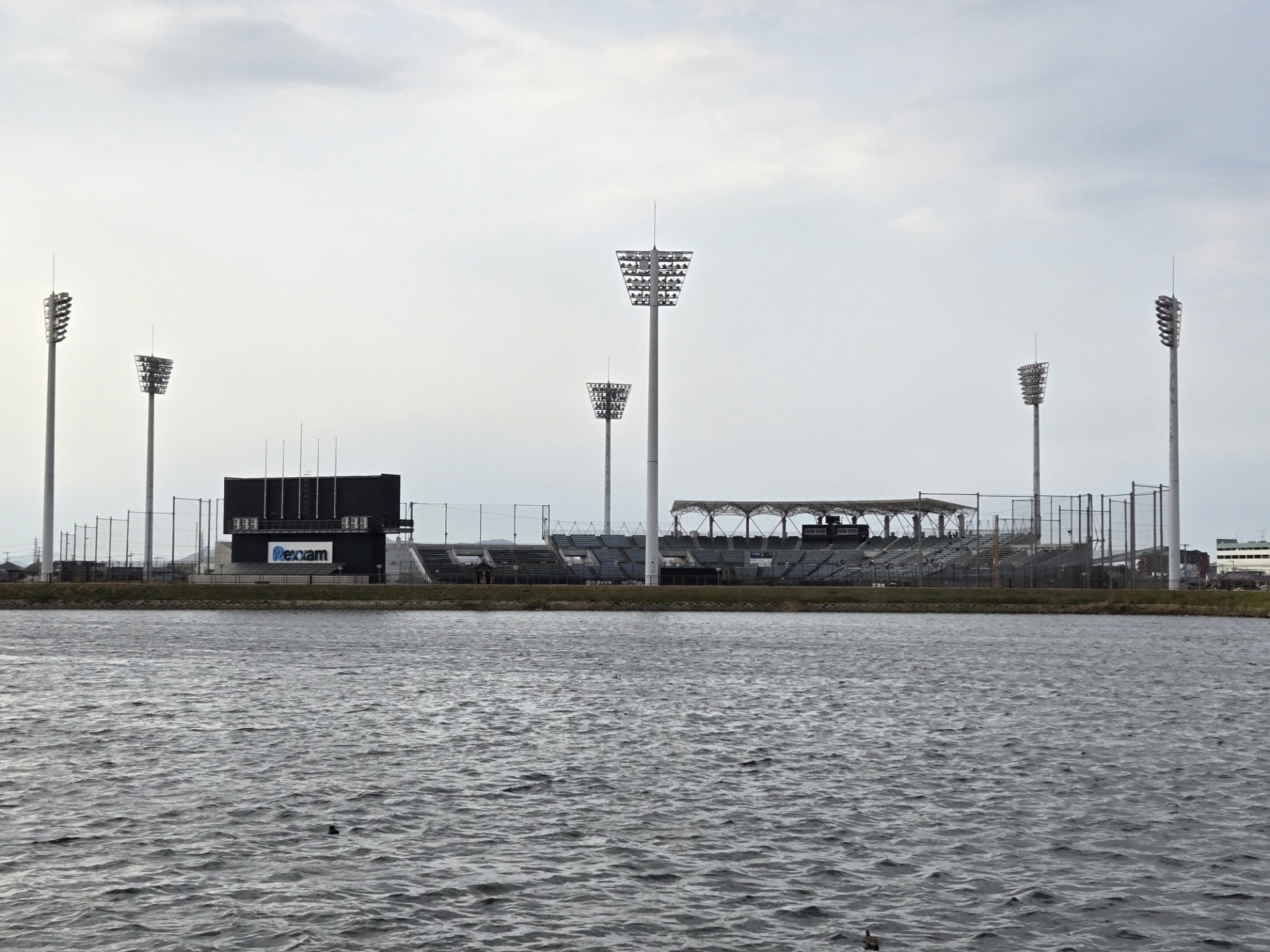
南側、平池付近から見た外観

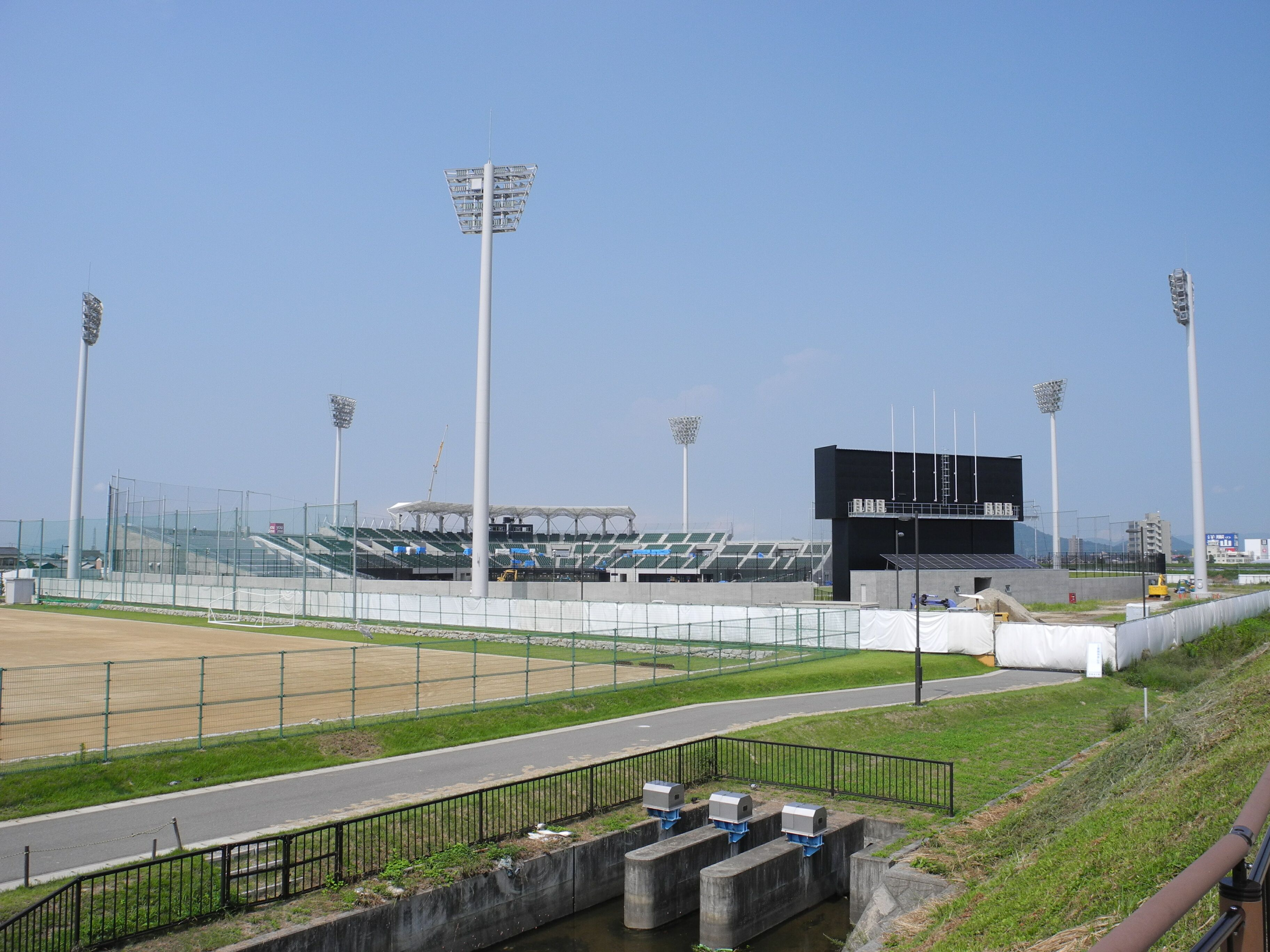
南側から見た球場(2014年8月[工事中])

- 両翼:100m、中堅:122m、左右中間:116m
- 内野:黒土、外野:天然芝、ファウルゾーン:人工芝
- スコアボード：LED 式全面フルカラー大型映像装置（四国の野球場では初導入）
- 照明：6基（内野1,500ルクス、外野800ルクス）
- 収容人員：10,000人
  - メインスタンド(背もたれ付き個別席)：3,000人
  - 内野スタンド(個別席)：2,000人(フィールドシート含む)
  - 外野スタンド(芝生席)：5,000人

メインスタンドの各座席にはカップホルダーが設置されている。また、一塁側内野スタンドにはバーベキューなども出来るピクニックデッキが整備されている。
- ブルペン（一・三塁側ダッグアウト裏に投球レーン各3箇所）
- 屋内練習場（一塁側スタンド下）

## 周辺施設
- 丸亀市総合運動公園内
  - 丸亀市総合スポーツセンター
    - 陸上競技場兼球技場
    - テニスコート
    - 多目的広場
    - 丸亀市民体育館

  - 香川県立丸亀競技場
- 丸亀警察署
- ゆめタウン丸亀
- ボートピアまるがめ

## アクセス
- JR四国丸亀駅より車で約10分
- 高松自動車道善通寺ICより車で約10分